# Hunor Farkas
Hunor Farkas (ur. 18 września 2001 w Braszowie) – rumuński skoczek narciarski. Uczestnik mistrzostw świata seniorów (2019) oraz juniorów (2017 i 2018), a także zimowego olimpijskiego festiwalu młodzieży Europy (2017). Medalista mistrzostw kraju.

## Przebieg kariery
W oficjalnych zawodach międzynarodowych rozgrywanych przez FIS zadebiutował w lipcu 2014 w Villach, gdzie w konkursach FIS Cup uplasował się na pograniczu siódmej i ósmej dziesiątki. W sierpniu 2015 w zawodach FIS Youth Cup w Hinterzarten zajął 10. lokatę. Pierwsze punkty FIS Cup zdobył na początku października 2016, zajmując w Râșnovie 24. i 28. pozycję.
W lutym 2017 w Park City wystartował w mistrzostwach świata juniorów – w konkursie indywidualnym zajął 50. lokatę, a w konkursie drużynowym był 10. W tym samym miesiącu w Erzurum wziął udział w zimowym olimpijskim festiwalu młodzieży Europy – w rywalizacji indywidualnej zajął 16. miejsce, w konkursie drużynowym 5. pozycję, a w zmaganiach drużyn mieszanych 4. lokatę.
W lipcu 2017, w ramach letniej edycji cyklu, zadebiutował w Pucharze Kontynentalnym, dwukrotnie plasując się na 65. miejscu w konkursach rozgrywanych w Kranju. W lutym 2018 w Kanderstegu po raz drugi w karierze wystąpił w mistrzostwach świata juniorów – w konkursie indywidualnym był 55., w rywalizacji drużynowej zajął 13. lokatę, a w zmaganiach zespołów mieszanych 12. pozycję.
7 lipca 2018 w Villach zdobył pierwsze w karierze punkty FIS Cupu, zajmując w rozegranym tam konkursie 25. pozycję. Tydzień później w Szczyrku po raz pierwszy uplasował się w czołowej „dziesiątce” zawodów tego cyklu, plasując się na 5. miejscu. W lutym 2019 wziął udział w mistrzostwach świata seniorów – na skoczni normalnej indywidualnie odpadł w kwalifikacjach (w tej części rywalizacji był 55.), a w zawodach mikstów zajął z rumuńską kadrą 12. lokatę.
Jest medalistą mistrzostw kraju – latem 2015 zdobył złoty medal na skoczni normalnej i brązowy na obiekcie średnim w rywalizacji indywidualnej, a w 2018 zwyciężył na skoczni średniej. Stawał również na podium konkursów drużynowych.

## Mistrzostwa świata

### Indywidualnie
| 2019 Seefeld/Innsbruck | – | nie zakwalifikował się (K-99) |

### Drużynowo
| 2019 Seefeld/Innsbruck | – | 12. miejsce (drużyna mieszana/K-99) |

### Starty H. Farkasa na mistrzostwach świata – szczegółowo
| Miejsce | Dzień   | Rok  | Miejscowość | Skocznia                   | Punkt K | HS     | Konkurs    | Skok 1 | Skok 2 | Nota                 | Strata                  | Zwycięzca               |
| ------- | ------- | ---- | ----------- | -------------------------- | ------- | ------ | ---------- | ------ | ------ | -------------------- | ----------------------- | ----------------------- |
| —       | 1 marca | 2019 | Seefeld     | Toni-Seelos-Olympiaschanze | K-99    | HS-109 | indywid.   | 86,5 m | 86,5 m | 74,8 pkt             | Nie zakwalifikował się. | Nie zakwalifikował się. |
| 12.     | 2 marca | 2019 | Seefeld     | Toni-Seelos-Olympiaschanze | K-99    | HS-109 | druż. mix. | 81,0 m | –      | 311,1 pkt (70,3 pkt) | 701,1 pkt               | Niemcy                  |

## Mistrzostwa świata juniorów

### Indywidualnie
| 2017 Park City  | – | 50. miejsce |
| 2018 Kandersteg | – | 55. miejsce |

### Drużynowo
| 2017 Park City  | – | 10. miejsce                                 |
| 2018 Kandersteg | – | 13. miejsce, 12. miejsce (drużyna mieszana) |

### Starty H. Farkasa na mistrzostwach świata juniorów – szczegółowo
| Miejsce | Dzień    | Rok  | Miejscowość | Skocznia           | Punkt K | HS     | Konkurs    | Skok 1 | Skok 2 | Nota                 | Strata    | Zwycięzca      |
| ------- | -------- | ---- | ----------- | ------------------ | ------- | ------ | ---------- | ------ | ------ | -------------------- | --------- | -------------- |
| 50.     | 1 lutego | 2017 | Park City   | Utah Olympic Park  | K-90    | HS-100 | indywid.   | 77,0 m | –      | 90,2 pkt             | 173,0 pkt | Viktor Polášek |
| 10.     | 3 lutego | 2017 | Park City   | Utah Olympic Park  | K-90    | HS-100 | druż.      | 73,0 m | –      | 366,2 pkt (79,5 pkt) | 566,1 pkt | Słowenia       |
| 55.     | 1 lutego | 2018 | Kandersteg  | Lötschberg-Schanze | K-95    | HS-106 | indywid.   | 72,5 m | –      | 72,0 pkt             | 219,4 pkt | Marius Lindvik |
| 13.     | 3 lutego | 2018 | Kandersteg  | Lötschberg-Schanze | K-95    | HS-106 | druż.      | 81,5 m | –      | 323,8 pkt (85,9 pkt) | 744,7 pkt | Niemcy         |
| 12.     | 4 lutego | 2018 | Kandersteg  | Lötschberg-Schanze | K-95    | HS-106 | druż. mix. | 76,0 m | –      | 269,4 pkt (65,9 pkt) | 599,9 pkt | Niemcy         |

## Zimowy olimpijski festiwal młodzieży Europy

### Indywidualnie
| 2017 Erzurum | – | 16. miejsce |

### Drużynowo
| 2017 Erzurum | – | 5. miejsce, 4. miejsce (drużyna mieszana) |

### Starty H. Farkasa na zimowym olimpijskim festiwalu młodzieży Europy – szczegółowo
| Miejsce | Dzień     | Rok  | Miejscowość | Skocznia       | Punkt K | HS     | Konkurs    | Skok 1 | Skok 2 | Nota                  | Strata    | Zwycięzca |
| ------- | --------- | ---- | ----------- | -------------- | ------- | ------ | ---------- | ------ | ------ | --------------------- | --------- | --------- |
| 16.     | 14 lutego | 2017 | Erzurum     | Kiremitliktepe | K-95    | HS-109 | indywid.   | 80,5 m | 89,5 m | 175,6 pkt             | 85,7 pkt  | Timi Zajc |
| 5.      | 16 lutego | 2017 | Erzurum     | Kiremitliktepe | K-95    | HS-109 | druż.      | 87,5 m | 88,5 m | 657,6 pkt (179,8 pkt) | 278,6 pkt | Słowenia  |
| 4.      | 17 lutego | 2017 | Erzurum     | Kiremitliktepe | K-95    | HS-109 | druż. mix. | 89,5 m | 88,5 m | 564,8 pkt (179,0 pkt) | 271,8 pkt | Słowenia  |

## Puchar Kontynentalny

### Miejsca w poszczególnych konkursachPucharu Kontynentalnego
| Źródło                                                                        | Źródło            | Źródło     | Źródło     | Źródło          | Źródło          | Źródło            | Źródło            | Źródło              | Źródło              | Źródło        | Źródło        | Źródło        | Źródło        | Źródło        | Źródło              | Źródło              | Źródło              | Źródło           | Źródło           | Źródło           | Źródło           | Źródło     | Źródło     | Źródło         | Źródło         | Źródło            | Źródło            | Źródło | Źródło | Źródło | Źródło | Źródło | Źródło | Źródło | Źródło | Źródło | Źródło | Źródło | Źródło | Źródło | Źródło | Źródło | Źródło | Źródło | Źródło | Źródło | Źródło | Źródło | Źródło | Źródło | Źródło | Źródło | Źródło | Źródło | Źródło | Źródło | Źródło | Źródło | Źródło |
| ----------------------------------------------------------------------------- | ----------------- | ---------- | ---------- | --------------- | --------------- | ----------------- | ----------------- | ------------------- | ------------------- | ------------- | ------------- | ------------- | ------------- | ------------- | ------------------- | ------------------- | ------------------- | ---------------- | ---------------- | ---------------- | ---------------- | ---------- | ---------- | -------------- | -------------- | ----------------- | ----------------- | ------ | ------ | ------ | ------ | ------ | ------ | ------ | ------ | ------ | ------ | ------ | ------ | ------ | ------ | ------ | ------ | ------ | ------ | ------ | ------ | ------ | ------ | ------ | ------ | ------ | ------ | ------ | ------ | ------ | ------ | ------ | ------ |
| Sezon 2018/2019                                                               |                   |            |            |                 |                 |                   |                   |                     |                     |               |               |               |               |               |                     |                     |                     |                  |                  |                  |                  |            |            |                |                |                   |                   |        |        |        |        |        |        |        |        |        |        |        |        |        |        |        |        |        |        |        |        |        |        |        |        |        |        |        |        |        |        |        |        |
| Lillehammer HS140                                                             | Lillehammer HS140 | Ruka HS142 | Ruka HS142 | Engelberg HS140 | Engelberg HS140 | Klingenthal HS140 | Klingenthal HS140 | Bischofshofen HS142 | Bischofshofen HS142 | Sapporo HS137 | Sapporo HS137 | Sapporo HS137 | Planica HS139 | Planica HS139 | Iron Mountain HS133 | Iron Mountain HS133 | Iron Mountain HS133 | Oberstdorf HS137 | Oberstdorf HS137 | Brotterode HS117 | Brotterode HS117 | Rena HS139 | Rena HS139 | Zakopane HS140 | Zakopane HS140 | Czajkowskij HS102 | Czajkowskij HS140 | punkty |        |        |        |        |        |        |        |        |        |        |        |        |        |        |        |        |        |        |        |        |        |        |        |        |        |        |        |        |        |        |        |
| -                                                                             | -                 | -          | -          | -               | -               | -                 | -                 | -                   | -                   | -             | -             | -             | -             | -             | 52                  | dq                  | 50                  | 49               | 53               | 46               | 43               | -          | -          | -              | -              | dq                | 42                | 0      |        |        |        |        |        |        |        |        |        |        |        |        |        |        |        |        |        |        |        |        |        |        |        |        |        |        |        |        |        |        |        |
| Legenda                                                                       |                   |            |            |                 |                 |                   |                   |                     |                     |               |               |               |               |               |                     |                     |                     |                  |                  |                  |                  |            |            |                |                |                   |                   |        |        |        |        |        |        |        |        |        |        |        |        |        |        |        |        |        |        |        |        |        |        |        |        |        |        |        |        |        |        |        |        |
| 1 2 3 4-10 11-30 poniżej 30 dq – dyskwalifikacja - – zawodnik nie wystartował |                   |            |            |                 |                 |                   |                   |                     |                     |               |               |               |               |               |                     |                     |                     |                  |                  |                  |                  |            |            |                |                |                   |                   |        |        |        |        |        |        |        |        |        |        |        |        |        |        |        |        |        |        |        |        |        |        |        |        |        |        |        |        |        |        |        |        |

## Letni Puchar Kontynentalny

### Miejsca w poszczególnych konkursachLetniego Pucharu Kontynentalnego
| Źródło                                                                        | Źródło      | Źródło        | Źródło      | Źródło                       | Źródło      | Źródło      | Źródło          | Źródło          | Źródło         | Źródło         | Źródło            | Źródło            | Źródło | Źródło | Źródło | Źródło | Źródło | Źródło | Źródło | Źródło | Źródło | Źródło | Źródło | Źródło | Źródło | Źródło |
| ----------------------------------------------------------------------------- | ----------- | ------------- | ----------- | ---------------------------- | ----------- | ----------- | --------------- | --------------- | -------------- | -------------- | ----------------- | ----------------- | ------ | ------ | ------ | ------ | ------ | ------ | ------ | ------ | ------ | ------ | ------ | ------ | ------ | ------ |
| 2017                                                                          |             |               |             |                              |             |             |                 |                 |                |                |                   |                   |        |        |        |        |        |        |        |        |        |        |        |        |        |        |
| Kranj HS109                                                                   | Kranj HS109 | Szczyrk HS106 | Wisła HS134 | Frenštát pod Radhoštěm HS106 | Stams HS115 | Stams HS115 | Trondheim HS138 | Trondheim HS138 | Râșnov HS100   | Râșnov HS100   | Klingenthal HS140 | Klingenthal HS140 | punkty |        |        |        |        |        |        |        |        |        |        |        |        |        |
| 65                                                                            | 65          | -             | -           | -                            | -           | -           | -               | -               | 65             | 60             | -                 | -                 | 0      |        |        |        |        |        |        |        |        |        |        |        |        |        |
| 2018                                                                          |             |               |             |                              |             |             |                 |                 |                |                |                   |                   |        |        |        |        |        |        |        |        |        |        |        |        |        |        |
| Kranj HS109                                                                   | Kranj HS109 | Szczyrk HS106 | Wisła HS134 | Frenštát pod Radhoštěm HS106 | Stams HS115 | Stams HS115 | Oslo HS106      | Oslo HS106      | Zakopane HS140 | Zakopane HS140 | Klingenthal HS140 | Klingenthal HS140 | punkty |        |        |        |        |        |        |        |        |        |        |        |        |        |
| -                                                                             | -           | 43            | 46          | 50                           | dq          | 49          | 46              | 49              | -              | -              | dq                | 64                | 0      |        |        |        |        |        |        |        |        |        |        |        |        |        |
| Legenda                                                                       |             |               |             |                              |             |             |                 |                 |                |                |                   |                   |        |        |        |        |        |        |        |        |        |        |        |        |        |        |
| 1 2 3 4-10 11-30 poniżej 30 dq – dyskwalifikacja - − zawodnik nie wystartował |             |               |             |                              |             |             |                 |                 |                |                |                   |                   |        |        |        |        |        |        |        |        |        |        |        |        |        |        |

## FIS Cup

### Miejsca w klasyfikacji generalnej
| Sezon     | Miejsce |
| --------- | ------- |
| 2016/2017 | 149.    |
| 2018/2019 | 67.     |

### Miejsca w poszczególnych konkursachFIS Cupu
| Sezon 2014/2015                                                               |              |               |               |              |              |                  |                  |                    |                    |                |                |               |               |                |                |                     |                 |               |               |         |             |             |             |              |              |        |        |        |        |        |        |        |        |        |        |        |        |        |        |        |        |        |
| Villach                                                                       | Villach      | Hinterzarten  | Hinterzarten  | Kuopio       | Kuopio       | Einsiedeln       | Einsiedeln       | Planica            | Planica            | Szczyrk        | Szczyrk        | Râșnov        | Râșnov        | Notodden       | Notodden       | Szczyrbskie Jezioro | Zakopane        | Zakopane      | Kranj         | Kranj   | Brattleboro | Brattleboro | Lake Placid | Hinterzarten | Hinterzarten | punkty |        |        |        |        |        |        |        |        |        |        |        |        |        |        |        |        |
| 71                                                                            | 69           | -             | -             | -            | -            | -                | -                | -                  | -                  | 76             | 74             | 46            | 46            | -              | -              | 69                  | -               | -             | -             | -       | -           | -           | -           | -            | -            | 0      |        |        |        |        |        |        |        |        |        |        |        |        |        |        |        |        |
| Sezon 2015/2016                                                               |              |               |               |              |              |                  |                  |                    |                    |                |                |               |               |                |                |                     |                 |               |               |         |             |             |             |              |              |        |        |        |        |        |        |        |        |        |        |        |        |        |        |        |        |        |
| Villach                                                                       | Villach      | Kuopio        | Kuopio        | Szczyrk      | Szczyrk      | Einsiedeln       | Einsiedeln       | Râșnov             | Râșnov             | Notodden       | Notodden       | Zakopane      | Zakopane      | Pjongczang     | Pjongczang     | Whistler            | Whistler        | Eau Claire    | Eau Claire    | Planica | Planica     | Harrachov   | Harrachov   | punkty       | punkty       | punkty | punkty | punkty | punkty | punkty | punkty | punkty | punkty | punkty | punkty | punkty | punkty | punkty | punkty | punkty | punkty | punkty |
| 68                                                                            | 72           | -             | -             | 54           | 59           | -                | -                | 48                 | 53                 | -              | -              | -             | -             | -              | -              | -                   | -               | -             | -             | -       | -           | 61          | 68          | 0            | 0            | 0      | 0      | 0      | 0      | 0      | 0      | 0      | 0      | 0      | 0      | 0      | 0      | 0      | 0      | 0      | 0      | 0      |
| Sezon 2016/2017                                                               |              |               |               |              |              |                  |                  |                    |                    |                |                |               |               |                |                |                     |                 |               |               |         |             |             |             |              |              |        |        |        |        |        |        |        |        |        |        |        |        |        |        |        |        |        |
| Villach HS98                                                                  | Villach HS98 | Szczyrk HS106 | Szczyrk HS106 | Kuopio HS127 | Kuopio HS127 | Einsiedeln HS117 | Einsiedeln HS117 | Hinterzarten HS108 | Hinterzarten HS108 | Râșnov HS100   | Râșnov HS100   | Notodden HS98 | Notodden HS98 | Zakopane HS134 | Zakopane HS134 | Eau Claire HS95     | Eau Claire HS95 | Sapporo HS100 | Sapporo HS134 | punkty  | punkty      | punkty      | punkty      | punkty       | punkty       | punkty | punkty | punkty | punkty | punkty | punkty | punkty | punkty | punkty | punkty | punkty | punkty | punkty |        |        |        |        |
| 34                                                                            | 97           | 90            | 31            | -            | -            | 60               | 55               | 80                 | 70                 | 24             | 28             | 65            | 73            | 61             | 73             | -                   | -               | -             | -             | 10      | 10          | 10          | 10          | 10           | 10           | 10     | 10     | 10     | 10     | 10     | 10     | 10     | 10     | 10     | 10     | 10     | 10     | 10     |        |        |        |        |
| Sezon 2017/2018                                                               |              |               |               |              |              |                  |                  |                    |                    |                |                |               |               |                |                |                     |                 |               |               |         |             |             |             |              |              |        |        |        |        |        |        |        |        |        |        |        |        |        |        |        |        |        |
| Villach                                                                       | Villach      | Kuopio        | Kuopio        | Kandersteg   | Kandersteg   | Râșnov           | Râșnov           | Whistler           | Whistler           | Notodden       | Notodden       | Zakopane      | Zakopane      | Planica        | Planica        | Rastbüchl           | Rastbüchl       | Villach       | Villach       | Falun   | punkty      | punkty      | punkty      | punkty       | punkty       | punkty | punkty | punkty | punkty | punkty | punkty | punkty | punkty | punkty | punkty | punkty | punkty | punkty | punkty |        |        |        |
| 62                                                                            | 59           | -             | -             | 83           | 83           | 77               | 72               | -                  | -                  | -              | -              | 54            | 62            | 74             | 67             | -                   | -               | -             | -             | -       | 0           | 0           | 0           | 0            | 0            | 0      | 0      | 0      | 0      | 0      | 0      | 0      | 0      | 0      | 0      | 0      | 0      | 0      | 0      |        |        |        |
| Sezon 2018/2019                                                               |              |               |               |              |              |                  |                  |                    |                    |                |                |               |               |                |                |                     |                 |               |               |         |             |             |             |              |              |        |        |        |        |        |        |        |        |        |        |        |        |        |        |        |        |        |
| Villach HS98                                                                  | Villach HS98 | Szczyrk HS106 | Szczyrk HS106 | Râșnov HS97  | Râșnov HS97  | Notodden HS100   | Notodden HS100   | Park City HS100    | Park City HS100    | Zakopane HS140 | Zakopane HS140 | Planica HS102 | Planica HS102 | Rastbüchl HS78 | Rastbüchl HS78 | Villach HS98        | Villach HS98    | punkty        | punkty        | punkty  | punkty      | punkty      | punkty      | punkty       | punkty       | punkty | punkty | punkty | punkty | punkty | punkty | punkty | punkty | punkty | punkty | punkty |        |        |        |        |        |        |
| 25                                                                            | 36           | 5             | 34            | -            | -            | -                | -                | -                  | -                  | -              | -              | -             | -             | -              | -              | -                   | -               | 51            | 51            | 51      | 51          | 51          | 51          | 51           | 51           | 51     | 51     | 51     | 51     | 51     | 51     | 51     | 51     | 51     | 51     | 51     |        |        |        |        |        |        |
| Legenda                                                                       |              |               |               |              |              |                  |                  |                    |                    |                |                |               |               |                |                |                     |                 |               |               |         |             |             |             |              |              |        |        |        |        |        |        |        |        |        |        |        |        |        |        |        |        |        |
| 1 2 3 4-10 11-30 poniżej 30 dq – dyskwalifikacja - − zawodnik nie wystartował |              |               |               |              |              |                  |                  |                    |                    |                |                |               |               |                |                |                     |                 |               |               |         |             |             |             |              |              |        |        |        |        |        |        |        |        |        |        |        |        |        |        |        |        |        |